# 松山照夫
松山 照夫（まつやま てるお、本名：同じ、1932年9月8日 - ）は日本の俳優。北海道深川市出身。北海道深川西高等学校卒業。特技は囲碁（4段）。

## 来歴・人物
1955年、舞台芸術学院卒業後、劇団中芸に入団。初舞台は『松川事件』の赤間役。1956年、今井正監督の『真昼の暗黒』での犯人役で映画界にデビュー。以降も舞台を中心に、各社の映画作品に味のあるバイプレイヤーとして出演。1958年に風船ぐるーぷを結成。その後は東京俳優生活協同組合、東京演劇アンサンブル（旧 - 劇団三期会）、独立企画に所属していた。1970年代からはテレビドラマに活躍の比重を置き、時代劇や刑事アクションドラマのチンピラヤクザなど、江幡高志にも通じる小悪党的な悪役を様々に演じた。

## 出演作品

### 映画
- 真昼の暗黒（1956年、独立映画） - 小島武志
- 青春の音（1956年、松竹） - 三宅進
- 挽歌（1957年、松竹） - 劇団員
- 第五福竜丸（1959年、大映） - 山崎浩司機関長
- 人間の壁（1959年、新東宝） - 浅井の兄
- 日本暗黒史 血の抗争（1967年、東映） - 条崎
- ドレイ工場（1968年、「ドレイ工場」製作上映委員会） - 須本
- 荒い海（1969年、日活）
- 沖縄（1970年、「沖縄」製作上映委員会） - 上原仁助
- 歴史よお前は誰のために（1970年） - 平野国臣
- 沈黙 SILENCE（1971年、東宝）
- 子連れ狼 子を貸し腕貸しつかまつる（1972年、東宝） - 紋之助
- 御用牙（1972年、東宝） - 地六
- 新・兵隊やくざ 火線（1972年、東宝） - 河村兵長
- 新座頭市物語 折れた杖（1972年、東宝） - 伊八
- 恋の狩人 欲望（1973年、日活） - 戸田
- やくざ観音・情女仁義（1973年、日活） - 雲水の嵐雪
- わが道（1974年、近代映画協会） - 出口警官
- 球形の荒野（1975年、松竹）
- 桜の森の満開の下（1975年、東宝） - 放免
- はなれ瞽女おりん（1977年、東宝） - 北陸道路工事人夫A
- 夜が崩れた（1978年、松竹） - 五味刑事
- セックスハンター 性狩人（1980年、にっかつ） - 胡桃沢
- さらば愛しき大地（1982年、プロダクション群狼） - 石津
- 湯殿山麓呪い村（1984年、東映） - 市井
- 妖艶・肉縛り（1987年、にっかつ） - 野上
- ファイナルファイター（1994年、にっかつ）
- 熱血ゴルフ倶楽部（1994年、パル企画）
- みんなのいえ（2001年、東宝） - 松前

　など

### テレビドラマ
- 事件記者（1958年 - 1966年、NHK）
- ダイヤル110番（NTV / よみうりテレビ）
  - 第42話「家族は五人いた」（1958年）
  - 第66話「手錠」（1958年）
  - 第79話「魔の冬山」（1959年）
  - 第197話「逮捕状」（1961年）
  - 第317話「うちに強盗が!」（1963年）
- 黒百合城の兄弟（1961年 - 1962年、NHK）
- NHK文芸劇場 推理作家シリーズ「心理試験」（1963年、NHK）
- 第7の男 第7話「後を見るな」（1964年、CX / 東北新社）
- 東京の空（1964年、NHK）
- 大河ドラマ （NHK）
  - 太閤記（1965年） - がんまく
  - 竜馬がゆく（1968年） - 北添佶摩
- 氷点（1966年、NET）
- ウルトラQ 第10話「地底超特急西へ」（1966年 TBS / 円谷プロ） - K紙・川田記者
- 特別機動捜査隊 第286話「女と赤電話」（1967年、NET / 東映） - 浅野
- 七人の刑事（TBS）
  - 第1シリーズ 第134話「遠いはるかなオホーツク」（1967年）
  - 第2シリーズ 第238話「銃口を向ける時」（1969年）
- 三匹の侍（CX）
  - 第4シリーズ
    - 第7話「刺客」（1966年） - 熊五郎
    - 第18話「処刑」（1967年） - 人買い

  - 第5シリーズ 第9話「鶴之助参る」（1967年） - 太助
  - 第6シリーズ 第22話「苦い米」（1969年） - 松吉
- ある勇気の記録 第31話「ヒデが帰ってきた」（1967年、NET / 東映）
- 剣 第39話「無分別は見越しの木登り」（1968年、NTV / C.A.L） - 野盗
- 見合い恋愛 第9話「おいらの女房」（1969年、NTV / C.A.L） - 大工のチュウさん（ゲスト主役）
- 帰って来た用心棒 第30話「上意討ち」（1969年、NET / 東映）
- 銭形平次（CX / 東映）
  - 第163話「盗賊の恋」（1969年） - 平蔵
  - 第180話「狂った竜」（1969年)　- 権八
  - 第231話「矢場へ来た用心棒」（1970年） - 庄十
  - 第400話「ろくでなしの叫び」（1974年） - 源造
  - 第588話「白浪ざんげ」（1977年） - 芳造
  - 第631話「殺しを頼んだ女」（1978年)　- 伝六
  - 第656話「噂の娘」(1979年)　- 音松
  - 第703話「想い出の紙風船」（1980年)　- 弥七
  - 第734話「お婆ちゃん捕物帳」（1980年)　- 伊三次
  - 第754話「秋田からきた花嫁」（1981年） - 政三
  - 第790話「平次軍団仕掛ける!」（1981年） - 仙三
  - 第850話「死者は夜歩く」（1983年)　- 銀次
  - 第870話「はやり風邪」（1983年)　- 源蔵の子分
- プレイガール（12ch / 東映）
  - 第16話「女は悪魔に首ったけ（1969年）
  - 第47話「死骸にかたくくちづけを」（1970年） - 山本猛
  - 第113話「大菩薩峠の決闘」（1971年） - 熊助
  - 第137話「思い込んだら命がけ」 (1971年)　- 中西
  - 第265話「出雲・女は裸で一騎討ち」 (1974年） - 池中
  - 第276話「裸のままで、この朝を」 (1974年） - 立川
- キイハンター（TBS / 東映）
  - 第74話「大渓谷に着陸せよ」（1969年）
  - 第85話「おれの葬式100万＄」（1969年）
  - 第106話「宝石ギャング珍道中」（1970年）
  - 第113話「殺人鬼と仲よし大作戦」（1970年）
  - 第125話「悪党、黄金の大雪渓を行く」（1970年）
  - 第137話「葬式にせ札強盗団」（1970年）
  - 第140話「人殺しあの手この手」（1970年） - 笹川
  - 第147話「暗殺団と強盗団 スキーで珍道中」（1971年）
  - 第158話「現金と舌を切られた女」（1971年） - 榊原
  - 第177話「殺しはキッスで始まった」（1971年） - 花屋の店員
  - 第190話「キイハンター浮気団地で大暴れ!」（1971年） - 木村
  - 第201話「ドルショック殺人部隊」（1972年）
- ザ・ガードマン（TBS / 大映テレビ室）
  - 第281話「団地奥さんヌードの悲劇」（1970年）
  - 第326話「年上の妻の華やかな犯罪」（1971年）
  - 第337話「奥さんがよろめく時 殺人が起る」（1971年） - 黒江
- 火曜日の女シリーズ / 逃亡者 -この街のどこかで-（1970年、大映テレビ室・日本テレビ）
- 天下御免（1971年、NHK）
- 鬼平犯科帳（NET / 東宝）
  - 第1シリーズ 第2話「四度目の女房」（1969年） - 仁吉
  - 第2シリーズ 第13話「雨乞い庄右衛門」（1971年） - 勘行の定七
- 荒野の素浪人（NET / 三船プロ）
  - 第1シリーズ 第36話「策謀 魔の凶悪犯護送」（1972年） - 円蔵
  - 第2シリーズ 第22話「くノ一情話」（1974年）
- 二人の素浪人 第11話「宿場牢の襲撃を断て!」（1972年、CX / 東映） - 勘次
- 大岡越前（TBS / C.A.L）
  - 第3部 第29話「ギヤマンの謎」（1973年1月1日） - 仙太
  - 第4部 第8話「秋刀魚にがいか恋の味」（1974年11月25日） - 外村
  - 第5部 第6話「足を洗った女」（1978年3月13日） - 源七
  - 第6部（1982年）
    - 第13話「情けが仇の蕎麦がき代」 - 権太
    - 第28話「女掏摸が越前の娘」 - 太一

  - 第7部 第8話「美女に迫る魔の牙」（1983年6月13日） - 儀十
  - 第8部（1984年）
    - 第1話「大岡越前」 - 甚八
    - 第18話「名乗れぬ証人は将軍様」 - 弥吉

  - 第9部 第5話「忠相を慕う女」（1985年11月25日） - 唐次
  - 第10部 第15話「凶族に奪われた十手」（1988年6月6日） - 駒造
  - 第11部 第8話「鬼を強請った女」（1990年6月11日） - 為造
- 木枯し紋次郎 第2シリーズ 第12話「九頭竜に折鶴は散った」（1973年、CX / C.A.L）
- 赤ひげ 第39話「枡落し」（1973年、NHK）
- 子連れ狼（NTV / ユニオン映画）
  - 第1部 第7話「あんにゃとあねま」（1973年） - 役人
  - 第2部 第14話「折助号衣」（1974年） - 足助
  - 第3部 第9話「匹夫姦婦」（1976年） - 捨松
- 荒野の用心棒（1973年、NET / 三船プロ）
  - 第8話「銀山地獄に悪の華が散って…」 - 八助
  - 第24話「女豹は白銀峡に吼えて…」 - 白蛇の姫次
- 唖侍 鬼一法眼 第7話「くちなしの別れ路」（1973年、NTV / 勝プロ） - 堀川源兵衛
- 伝七捕物帳（NTV / ユニオン映画）
  - 第9話「旅がらす見参!」（1973年） - 河辺竜之進
  - 第39話「どぶねずみ退治」（1974年） - 仙吉
  - 第101話「女ごころいたずら覚書」（1976年） - 安五郎
  - 第118話「飛び込んできた女狐」（1976年） - 忠助
  - 第156話「江戸母恋い唄」（1977年） - 紋次
- 必殺シリーズ（ABC / 松竹）
  - 助け人走る 第8話「女心大着服」（1973年） - 大沢孫兵衛
  - 暗闇仕留人 第2話「試して候」（1974年） - 兵四郎
  - 必殺仕置屋稼業 第13話「一筆啓上過去が見えた」（1975年） - 清吉
  - 必殺からくり人・血風編 第4話「大奥の天下に挑む紅い声」（1976年） - 弥七
  - 新・必殺仕置人 第16話「逆怨無用」（1977年） - 又七
  - 新・必殺からくり人 第8話「東海道五十三次殺し旅 藤川」（1978年） - 上田徳兵衛
  - 必殺からくり人・富嶽百景殺し旅 第12話「東海道金谷」（1978年） - 川庄屋
  - 新・必殺仕事人 第4話「主水 寝言に奮う」（1981年） - 留五郎
  - 必殺仕事人IV 第22話「主水 大根めしを食べる」（1984年） - 弥七
  - 必殺橋掛人 第11話「板橋のウラ仕掛けを探ります」（1985年） - 六右衛門
- 大江戸捜査網（12ch / 三船プロ）
  - 第129話「女房殺しの罠」（1974年） - 政吉
  - 第296話「仇討ち素浪人秘話」（1977年） - 湊屋の手下
  - 第336話「鉄火娘 怒りの一番纏」（1978年） - 与七
  - 第631話「私を離縁して! 逃亡者の妻」（1984年） - 辰造
- 座頭市物語 第5話「情知らずが情に泣いた」（1974年、CX / 勝プロ） - 代貸佐吉
- 水戸黄門（TBS / C.A.L）
  - 第3部 第7話「日本一の川人足 -島田-」（1971年1月10日） - 仝
  - 第6部 第31話「人情潮来節 -潮来-」（1975年10月27日） - 松吉
  - 第8部 第21話「黄門さまも人の親 -高松-」（1977年12月5日） - 八造
  - 第9部 第26話「代官を救った文庫 -佐野-」（1979年1月29日） - 与佐松
  - 第10部 第19話「恋しきひとの琴 -犬山-」（1979年12月17日） - 政次
  - 第11部 第13話「陰謀あばいた俵牛 -陸前高田-」（1980年11月10日） - 銀次
  - 第12部 第14話「金毘羅様の鬼退治 -丸亀-」（1981年11月30日） - 源五郎
  - 第13部（1982年）
    - 第2話「大爆破! 恐怖の狼谷 -小田原-」 - 勘次
    - 第6話「おん宿割鍋にとじ蓋 -島田-」 - 紋太

  - 第14部（1984年）
    - 第16話「女傑に惚れた御老公 -新庄-」 - 藤六
    - 第36話「夫婦喧嘩で悪退治 -徳島-」 - 源三

  - 第15部 第2話「助格駕籠屋と客引き老公 -松山-」（1985年2月4日） - 武吉
  - 第16部 第2話「闇に仕掛けた皆殺しの罠 -府中-」（1986年5月5日） - 宗助
  - 第17部 第17話「黄門様のおしのび指南 -松山-」（1987年12月21日） - 番頭
  - 第18部 第3話「黄門様が用心棒 -粕壁-」（1988年9月26日） - 寅蔵
  - 第19部 第25話「大工修行で悪退治 -松本-」（1990年3月19日） - 唐造
  - 第20部 第16話「男意気地の博多節 -福岡-」（1991年2月25日） - 源三
  - 第26部 第15話「白磁に咲いた恋の花 -伊万里-」（1998年5月25日） - 荒磯の伝蔵
  - 第27部 第8話「黄門様はニセ黄門!? -横手-」（1999年5月10日） - 鉄五郎
- おんな浮世絵 紅之介参る! 第26話「男蝶女蝶」（1975年、NTV / ユニオン映画）
- 賞金稼ぎ 第3話「獄門台のガンマン」（1975年、NET / 東映） - 千之助
- 非情のライセンス 第2シリーズ 第35話「兇悪の裏帳簿」（1975年、NET / 東映） - アル中の男
- 剣と風と子守唄 第11話「父娘の十字架」（1975年、NTV / 三船プロ） - 水上伊平次
- 鬼平犯科帳'75 第19話「いろおとこ」（1975年、NET / 東宝） - 鹿沼の乾
- ふりむくな鶴吉 第42話「裏切り」（1975年、NHK）
- はぐれ刑事 第3話「復讐」（1975年、NTV / 国際放映） - 土本
- 破れ傘刀舟 悪人狩り 第66話「傷だらけの報酬」（1975年、NET / 三船プロ） - 六兵衛
- 江戸を斬る（TBS / C.A.L）
  - 江戸を斬るII 第23話「人情恋裁き」（1976年） - 紋次
  - 江戸を斬るIII（1977年） - 勘八
    - 第2話「狼たちの掟」
    - 第20話「悪徳検校」

  - 江戸を斬るIV（1979年）
    - 第7話「初恋が解いた殺しの鍵」 - 仁吉
    - 第26話「お江戸の空は日本晴れ」 - 徳蔵

  - 江戸を斬るV 第4話「猫が知ってた大泥棒」（1980年） - 権次
  - 江戸を斬るVI（1981年）
    - 第7話「男やもめが陥ちた罠」 - 夜鴉の玄太
    - 第28話「おゆき誘拐・危機一髪」 - 平助
- 痛快! 河内山宗俊 第18話「雪に舞う女の絵草紙」（1976年、CX / 勝プロ） - 古賀
- 隠し目付参上 第8話「穴のむこうは極楽か」（1976年、MBS / 三船プロ） - 伝六
- Gメン'75 第57話「刑法第十一条・絞首刑 その後…」（1976年、TBS / 東映） - 西ヶ谷
- 太陽にほえろ! （NTV / 東宝）
  - 第210話「栄光」（1976年） - 上原
  - 第545話「さらば! ジプシー」（1983年） - 西沢一雄
- 新・座頭市（CX / 勝プロ）
  - 第1シリーズ 第1話「情けの忘れ雛」（1976年） - 半助
  - 第3シリーズ（1979年）
    - 第7話「ゆびきりげんまん」
    - 第24話「おてんとさん」
- 少年探偵団 第19話「密室から消えた光子V-1」（1976年、NTV / 日本現代企画） - 西脇警備長
- 桃太郎侍 （NTV / 東映） 
  - 第31話「宵宮に消えた神輿」（1977年） - 猫助
  - 第64話「さよならだけが人生だ!」（1977年） - 般若の松
  - 第221話「どうぞお縄を………」（1981年） - 仙太
  - 第255話「お化け長屋の御隠居さん」（1981年） - 利助
- 達磨大助事件帳 第29話「泣くな妹よ」（1978年、ANB / 前進座 / 国際放映） - 蝮の安
- 大追跡 第2話「狙撃者の目が光る」（1978年、NTV / 東宝）
- 江戸の渦潮 第5話「酔いどれ十手」（1978年、CX / 東宝）
- 横溝正史シリーズII / 不死蝶（1978年、MBS / 映像京都） - 古林徹三
- 大空港（CX / 松竹）
  - 第9話「大爆破!! 暁の緊急指令」（1978年） - 白神
  - 第72話「忍びよる魔手 友情は血で洗えるか?!」（1980年） - 山形善兵
- 特捜最前線（ANB / 東映）
  - 第72話「指名手配・再会した女!」（1978年）
  - 第116話「真夜中のデッドアングル!」（1979年）
- ザ・スーパーガール 第34話「人妻告白 二人の夫を持つ女」（1979年、12ch / 東映） - 笹山
- 雲霧仁左衛門 第9話「女盗賊の恋」（1979年、KTV / 松竹） - 米屋の音吉
- そば屋梅吉捕物帳 第4話「裏街道を翔ぶ男達」（1979年、12ch / 国際放映） - 才三
- 駆け込みビル7号室 第4話「何が女子高生陽子を変えたのか?!」（1979年、CX / 三船プロ）
- 騎馬奉行 第7話「若鷹が巣立つ時」（1979年、KTV / 東映）
- 新五捕物帳（NTV / ユニオン映画）
  - 第34話「おりつの縁談」（1978年） - 松
  - 第56話「恨みは残る三味の糸」（1979年） - 助三
- 大激闘マッドポリス'80 第14話「ハンター・キラー」（1980年、NTV / 東映） - 勝部
- 影の軍団II 第15話「黒衣に汚された恋」（1981年、KTV / 東映） - 七兵衛
- 時代劇スペシャル 清水次郎長 「勢揃い清水港」（1981年、CX）- 丈七
- 3年B組金八先生 第2シリーズ 第23・24話「卒業式前の暴力」（1981年、TBS） - 川北刑事
- 立花登・青春手控え 第2話「女牢」（1982年、NHK） - 参吉
- 鬼平犯科帳'82 第3シリーズ 第4話「雨乞い庄右衛門」（1982年、ANB / 中村プロ）
- 新・松平右近 第10話「罠にはまった夫婦花」（1983年、NTV / ユニオン映画） - 万吉
- ザ・ハングマンシリーズ（ABC / 松竹芸能）
  - ザ・ハングマン 第29話「爆発サイクリング」（1981年） - 宮前編集長
  - 新ハングマン 第11話「娘の真珠を奪ったハレンチ官僚」（1983年） - 小沼
  - ザ・ハングマンV 第10話「ファルコンが宝石強盗の襲撃に加わる!」（1986年） - 高岡
- 暴れん坊将軍II 第14話「文金島田の泣き上戸」（1983年、ANB・東映） - 左母次
- 火曜サスペンス劇場（NTV）
  - 津軽海峡－殺しの双曲線（1988年） - 五十嵐
  - 真実の合奏（1989年） - 刑事
  - 山岳ミステリー4 津軽竜飛岬 風の殺意（1991年） - 駐在・木本
- 土曜ワイド劇場（ANB）
  - 幽霊シリーズ 第6作「幽霊温泉 迷探偵コンビ死の旅へ！」（1981年）
  - 美しい人妻の危険な旅 エメラルドの指輪は不倫の証し! （1990年）
  - 十和田湖畔、偽りの花嫁（1995年） - 村上刑事
- 女無宿人 半身のお紺 第9話「さだめが憎い」（1991年、TX / C.A.L） - 綾瀬孫四郎
- 水戸黄門外伝 かげろう忍法帖 第10話「娘忍びを売る男 -人吉-」（1995年、TBS / C.A.L） - 伝次
- 鬼平犯科帳 第3シリーズ 第7話「谷中いろは茶屋」（1992年2月5日、CX / 松竹） - 乙吉

　など

### 舞台
- 松川事件（1955年） - 赤間被告 ※デビュー作
- ベニスのふたご（1977年、PARCO劇場）
- グスコーブドリの伝記 - 水下の男
- 海鳴りの底で
- 金冠のイエス
- ミラーボール大作戦

### オリジナルビデオ
- 修羅の麻雀士ナルミ（1993年、ケイエスエス）
- 修羅の麻雀士ナルミII（1993年、ケイエスエス）
- 拳鬼（1995年、大映）
- チンピラ仁義 極楽とんぼII（1995年、東映）

### ラジオドラマ
- HBC小劇場「犬神歩き」（1963年）
- FMラジオ劇場
  - 「ちょうなっくび」（1979年）
  - 「優しさごっこ」（1979年）
- FMドラマスペシャル「シュナの旅」（1987年） - 奴隷商人

### CM
- ダイワ精工